# Gran Port

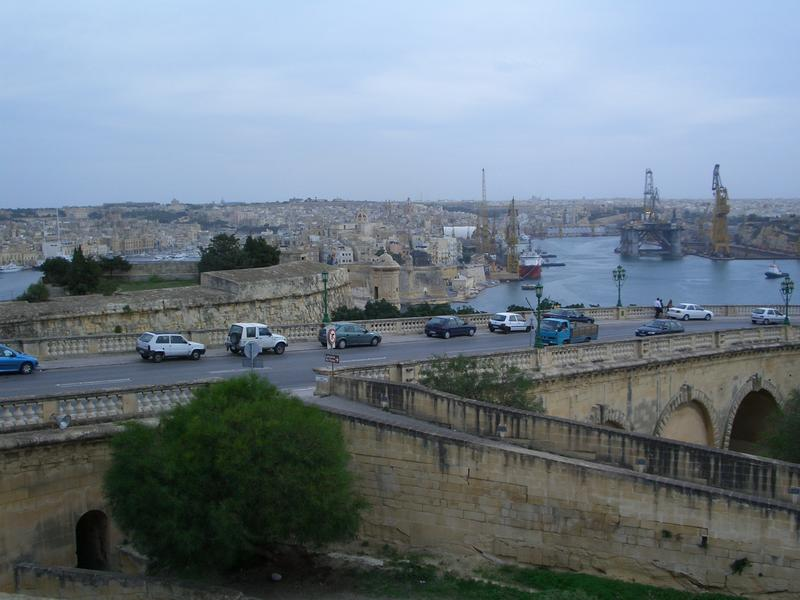
Gran Port

El Gran Port (maltès: Il-Port il-Kbir) és un port natural situat a Malta, que ha estat usat com a tal des del temps de l'Imperi Romà i fins ara. El port natural ha estat àmpliament millorat amb molls, i molt fortificat des d'època moderna.
La boca del port s'obre al nord-oest i està delimitat al nord per la punta de Sant Elm (on hi ha el fort del mateix nom) i està protegit per una escullera. El sud està delimitat per la punta Ricasoli. La costa del nord-oest està formada per la península de Sciberras, on hi ha la ciutat de la Valletta i el suburbi d'aquesta, Floriana. Aquesta península també separa el Gran Port de l'altre port natural de la capital, el port de Marsamxett. El canal principal del Gran Port entra a terra fins a Marsa. La French Creek, que està coberta per Kalkara i per les Tres Ciutats: Cospicua, Vittoriosa i Senglea.
Juntament amb Marsamxett, el Gran Port està situat en el centre d'un territori lleugerament elevat. Al voltant dels ports, hi ha un desenvolupament de tot el teixit urbà, que l'ha convertit en una autèntica conurbació. La major part de la població maltesa viu en un radi de 3 km al voltant de Floriana i és una de les zones més densament poblades d'Europa.

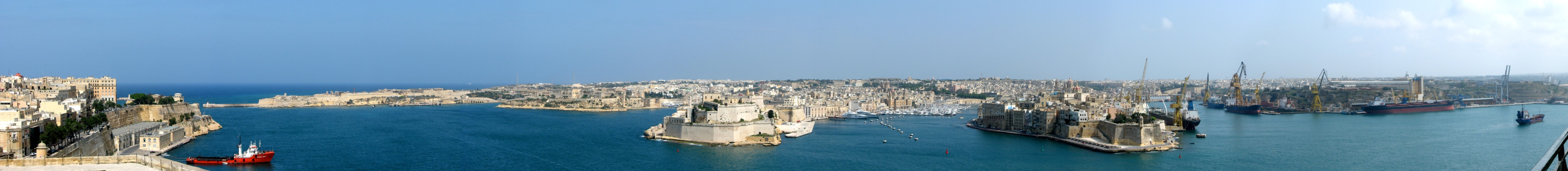
Panoràmica del Gran Port

## Història
El Gran Port fou la base de l'orde de Sant Joan de Jerusalem durant 268 anys i, després que aquests marxessin, fou una base estratègica britànica durant uns 170 anys. En aquest port, un tornado a finals del segle xvi va matar 600 persones i va destruir l'armada de l'Orde de l'Hospital. La zona fou escenari dels grans combats del setge de Malta (1565), quan els turcs volien expulsar els cavallers de Sant Joan. També fou molt bombardejat en el setge de Malta (1940), durant la II Guerra mundial, quan els alemanys volien conquerir l'illa i van destruir gran part de la Valletta i les Tres Ciutats.
Les dàrsenes i els molls encara estan en actiu, però la retirada dels britànics ha fet que el port hagi perdut gran part de la seva importància militar. A més, el comerç maltès s'ha desplaçat al port franc de Marsaxlokk, cosa que ha fet el port una mica més tranquil, per bé que ara ha esdevingut una base per a creuers turístics.